# Lucas van Uden

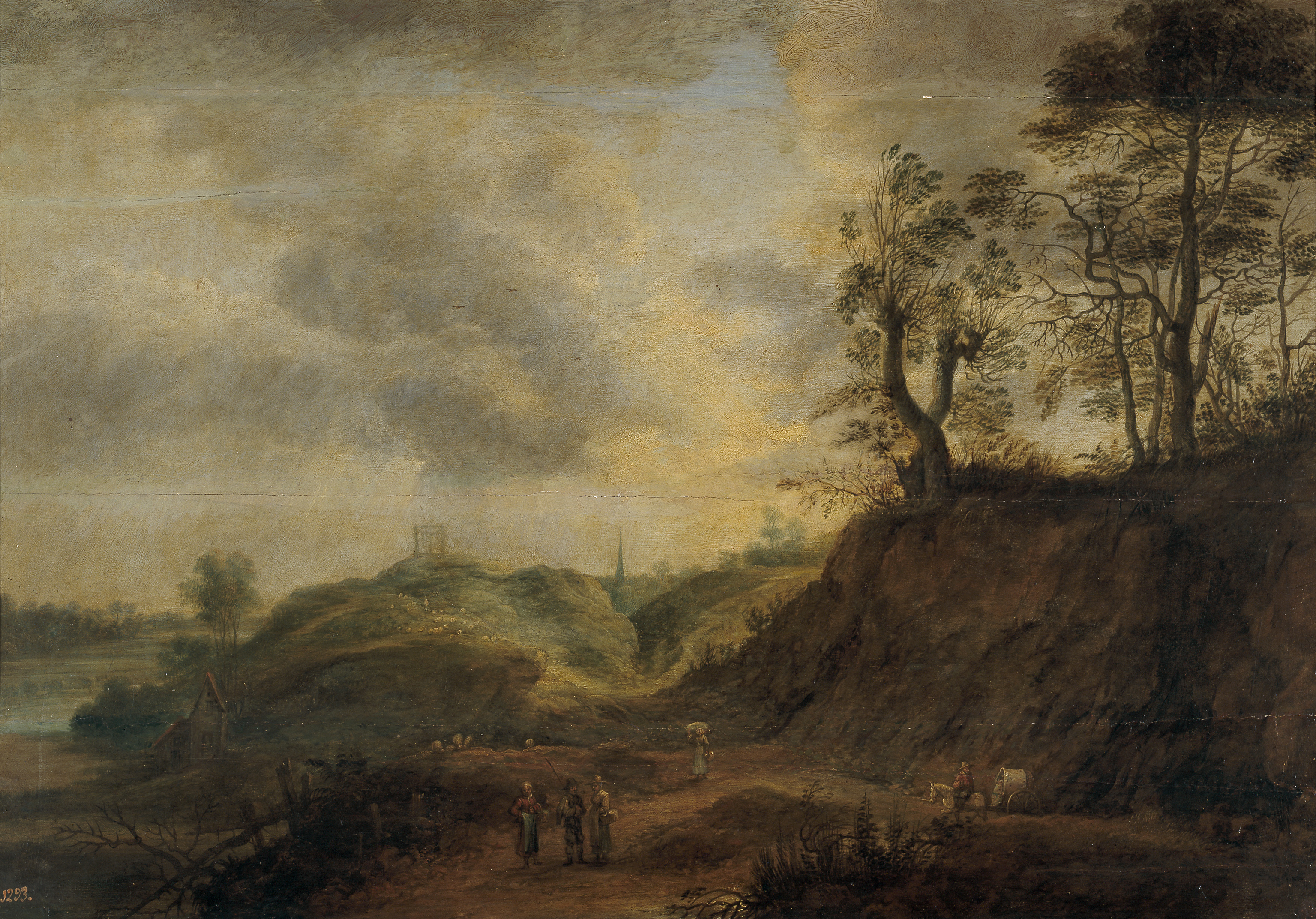
Paisatge, oli sobre taula, 49 x 68 cm, Madrid, Museu del Prado.

Lucas van Uden (Anvers, 1595 – 1673), va ser un pintor barroc flamenc, especialitzat en pintura de paisatge.
Registrat com a mestre en el gremi de Sant Lluc d'Anvers el 1627, sembla probable que s'iniciés en la pintura copiant obres de Rubens, com el Paisatge costaner amb tempesta de la Alte Pinakothek de Múnic. La seva relació amb el taller d'aquest, no obstant això, no ha pogut ser establerta, i l'estil meticulós dels paisatges de Lucas van Uden manté encara estretes relacions amb els models anteriors de Jan Brueghel el Vell i Joos de Momper.
Les petites figures que animen alguns dels seus paisatges van ser amb freqüència afegides per altres pintors. Especialment estreta va deure ser en aquest sentit la col·laboració amb David Teniers II, amb qui va compondre obres com el Berenar de vilatans del Museu del Prado.